# Damson Idris
Pour les articles homonymes, voir Idris.
Damson Idris est un acteur britannique, né le 2 septembre 1991 à Peckham à Londres en Angleterre. Il se fait connaître grâce au rôle de Franklin Saint dans la série Snowfall sur FX,, ainsi que dans le film de science-fiction Zone hostile (Outside the Wire) sur Netflix. En 2025, il partage l'affiche du film F1 avec Brad Pitt.

## Biographie

### Enfance et formation
Damson Idris est né en septembre 1991 à Peckham dans le sud de Londres, au sein d'une famille d'origine Nigériane. Il a un frère, prénommé Kevin, et deux sœurs. Il fait partie d'un club de football, rêvant d'être le prochain Cristiano Ronaldo, et fait également du rugby.
En 2002, son équipe obtient le jubilé d'or : Damson Idriss serre la main de la reine Élisabeth II. Alors que ses frères et sœurs poursuivent des études en droit, en affaires et en technologie de l'information, il réalise que sa carrière de footballeur professionnel ne va pas se produire : il finit par étudier le théâtre à l'université Brunel,. Il y obtient le baccalauréat spécialisé en théâtre, cinéma et télévision.
Au début des années 2010, il se forme à l'Identity School of Acting (en), fondé par Femi Oguns.

### Carrière
Début des années 2010, à l'université Brunel, Damson Idris rencontre l'actrice Cathy Tyson qui l'encourage à rencontrer la metteuse en scène Ade Solanke et à passer une audition de sa pièce de théâtre intitulée Pandora's Box : il obtient le rôle, signe avec un agent et commence à interpréter dans toutes les pièces. Entre-temps, il apparaît dans le rôle du banlieusard à la télévision dans trois épisodes de la série Miranda en 2012, ainsi que dans un épisode de la série The Missing et un autre pour la mini-série Babylon en 2014.
En 2015, après avoir joué au Royal National Theatre à Londres, il s'essaie à différents rôles à la télévision, les séries telles que Doctors et Casualty. La même année, il est engagé dans le rôle d'un étudiant pour le premier long métrage d'horreur Astral de Chris Mul, dont le tournage a lieu à l'université Royal Holloway entre 17 août et 29 août.
En 2017, après avoir auditionné par vidéo et décollé pour Los Angeles, il passe la journée avec John Singleton qui l'aide à travailler son accent pour interpréter le rôle vedette de Franklin Saint, un jeune ambitieux Dealer à Los Angeles, dans la série dramatique Snowfall sur FX. Pour maîtriser l'accent américain, il travaille avec le rappeur WC non seulement sur l'accent authentique, mais aussi sur les comportements des habitants du sud de Los Angeles. Dans la même année, il interprète Hakim dans son premier long métrage britannique, le thriller City of Tiny Lights de Pete Travis, avec Riz Ahmed, et dans le film biographique Megan Leavey de Gabriela Cowperthwaite, aux côtés de Kate Mara qui joue le rôle-titre.
En 2018, il se joint, avec Liam Neeson, en tant que l'agent spécial Denys dans The Passenger (The Commuter) de Jaume Collet-Serra et, avec Kate Beckinsale, dans Farming, une histoire semi-autobiographique de l'acteur britannique d'origine nigériane Adewale Akinnuoye-Agbaje qui réalise ce film. Il reçoit le prix du meilleur acteur au festival international du film d'Édimbourg pour son interprétation, en 2019.
En 2019, il apparaît dans un épisode de la série Black Mirror. En juillet, il est engagé à rejoindre le réalisateur Mikael Håfström à Budapest pour le tournage de son film de science-fiction Zone hostile (Outside the Wire) dans lequel il incarne le lieutenant Thomas Harp, pour Netflix en 2021,.

## Filmographie

### Longs métrages
- 2012 : My Brother the Devil de Sally El Hosaini : un porteur de cercueil (non crédité)
- 2017 : City of Tiny Lights de Pete Travis : Hakim
- 2017 : Megan Leavey de Gabriela Cowperthwaite : Michael Forman
- 2018 : The Passenger (The Commuter) de Jaume Collet-Serra : l'agent spécial Denys
- 2018 : Farming de Adewale Akinnuoye-Agbaje : Enitan
- 2018 : Astral de Chris Mul : Jordan Knight
- 2021 : Zone hostile (Outside the Wire) de Mikael Håfström : lieutenant Thomas Harp
- 2025 : F1 de Joseph Kosinski : Joshua Pearce

### Court métrage
- 2011 : Hiding in the Light d'Andrew Bury : Jason

### Séries télévisées
- 2012 : Miranda : le banlieusard (saison 4, épisode 6 : A Brief Encounter)
- 2014 : The Missing : Dean (saison 1, épisode 6 : Concrete)
- 2014 : Babylon : Jeremy (mini-série, épisode 5)
- 2015 : Doctors : Krispin Northcote (saison 16, épisode 218 : Surrogate Dad)
- 2015 : Casualty : Leon James (saison 29, épisode 38 : Heart Over Head)
- 2017-2023 : Snowfall : Franklin Saint (60 épisodes)
- 2019 : The Twilight Zone : La Quatrième Dimension (The Twilight Zone) : Dorian Harrison (saison 1, épisode 3 : Replay)
- 2019 : Black Mirror : Jaden Tommins (saison 5, épisode 2 : Smithereens)
- 2023 : Swarm : Khalid (1 épisode)

## Théâtre
- 2012 : Khadija Is 18 de Shamser Sinha, mise en scène Tim Stark, Finborough Theatre (Londres) : Sam
- 2012 : Pandora's Box d'Ade Solanke, mise en scène Ola Animashawun, Arcola Theatre (Londres) : Tope
- 2013 : Ghost Town de Jessica Fisher, mise en scène Katie Posner, Pilot Theatre (York) : Joe
- 2013 : The DugOut d'Amanda Whittington, mise en scène Kath Rogers, Tobacco Factory Theatre (Bristol) : Leo
- 2014 : Hotel de Polly Stenham, mise en scène Maria Aberg, Royal National Theatre (Londres) : L'autre

## Distinctions

### Récompense
- Festival international du film d'Édimbourg 2019 : Meilleur acteur pour Farming

### Nomination
- Black Reel Awards for Television 2019 : Meilleur acteur dans une série pour Snowfall[14]